# Вячеслав Петров-Гладкий
Вячеслав Петров-Гладкий  — российский художник.

## Биография
Родился 31 марта 1954 года в Москве. В 1974 году закончил Художественно-промышленное училище имени Калинина (живописное отделение). Обучался в мастерской Василия Ситникова. В период с 1975 по 1989 год участвовал в многочисленных групповых выставках художников-нонконформистов в Москве.
С 1990 по 2002 год жил и работал в Германии, г. Франкфурт-на-Майне, где был основателем общества «Voice» (Виденческое искусство «New Age»).
С 2002 года по настоящее время живёт и работает в Лос-Анджелесе, Калифорния, где он открыл Музей-Храм «The House of Maitreya» с постоянной экспозицией своих картин и Школой эзотерики и мистического искусства.
Его имя включено в известный итальянский Каталог “Comanducci” самых знаменитых художников Европы. 

## Галереи и коллекции
Картины художника Вячеслава Петрова-Гладкого (Майтрейи) находятся в многочисленных частных коллекциях и галереях в более чем 30 странах мира: России, Германии, США, Франции, Италии, Бельгии, Голландии, Австралии, Новой Зеландии, Бразилии, Аргентины, Мексики, Перу, Колумбии.

## Техника живописи
Картины художника Вячеслава Петрова-Гладкого (Майтрейи) выполнены масляными красками на специально подготовленных холстах. Техника варьируется от так называемой «сухой кисти» (унаследованной от учителя Василия Ситникова) до уникального собственного приема с филигранной фактурной проработкой, создающей иллюзию «нерукотворности» и эффекта свечения. 

## Выставочная деятельность
- 1974 – Квартирные выставки у коллекционера Владимира Сычева.
- 1975 – Первая выставка художников-нонконформистов на ул. Малой Грузинской, 28
- 1975 – 1990 – 29 общих и тематических выставок на Малой Грузинской
- 1978 – 1981 - Четыре выставки группы «Двадцати московских художников» (легендарной «Двадцатки») на Малой Грузинской
- 1982 - Выставка в «Спассо-Хаус», резиденции Посла США, г. Москва
- 1983 – Выставка «Группы 21» на Малой Грузинской
- 1983 - Выставка «Архитектура старой Москвы», галерея «Сосны» на Рублевско-Успенском шоссе, Правительственные Дачи
- 1985 - Выставка в Посольстве Республики Мальта , Москва
- 1987-1990 - Четыре выставки группы «Мир живописи», М. Грузинская
- 1989 - Выставка современного советского искусства «По обе стороны границы » Salle des Arcades du Lido, Париж, Франция
- 1989 - Выставка-аукцион в Palais des Congres, Версаль, Франция
- 1989 - Галерея “Galerie Natalie Boldyreff”, Париж, Франция
- 1990 - Галерея “Bodenschatz”, Базель, Швейцария
- 1990 - Персональная выставка на фирме « Rusinda» Франкфурт – на –Майне, ФРГ
- 1991 – 1992 и 1996 - Три выставки на франкфуртской ярмарке «Buchmesse» , Франкфурт –на-Майне, ФРГ
- 1991 - Выставка «Esoterische Tage» Драйайх, ФРГ
- 1994 - Выставка « Spiritual Visioner» в галерее “L’entree des Artistes”, ФРГ
- 2002 - Выставка «Russia in Space» галерея Airport Gallery, Франкфурт–на–Майне, ФРГ
- 2002 - Постоянная выставка в Музее –Храме «The House  Of  Maitreya», Лос –Анджелес, Калифорния

Новый московский период «17 лет спустя» под новым именем Майтрейя
- 2006 – Бывший диссидент-нонконформист, отныне – член Творческого Союза Художников России (International Federation of Artists)
- 2006 – Персональная выставка «Голливудский Майтрейя. Русский Будда. О Земле. О Мечте. О Небе», Государственный центральный музей современной истории России, Москва
- 2007 - Выставка «Свет Миру», центральный выставочный зал «Манеж», Москва.
- 2007 – VI Международная Выставка «Эрос Москва», ВК «Т-Модуль», Москва.
- 2007 - Международная выставка роскоши «Elite Life», Le Meridien Moscow Country Club, Нахабино.
- 2007 – XII Московская художественная ярмарка «АРТМАНЕЖ», ЦВЗ «Манеж».
- 2008 - VII Международная Выставка «Эрос Москва», ВК «Т-Модуль», Москва.
- 2008 – XIII Московская художественная ярмарка «АРТМАНЕЖ», ЦВЗ «Манеж».
- 2009 – III международный фестиваль «Традиции и Современность», ЦВЗ «Манеж».

Литературно-философские произведения, музыка и кино Майтрейи
Книга «Der Weg Der Sieben Sterne». Дневник русского мистика Вячеслава Петрова-Гладкого. Издательство «Aquamarin Verlag», 1994, ФРГ (160 стр., 28 цв. иллюстраций)
Две статьи в брошюрах «О Виденческом искусстве», 1991 – 1994 гг., общество «Voice», ФРГ
Газета «Panorama», статья «Super new Star is rising on the Starry Hollywood Sky», 2003 г., Лос-Анджелес, Калифорния.
Трехтомное издание: 
- 1 том Майтрейя «Путь Семи Звезд». 282 стр. 46 иллюстраций
- 2 том «Сказки Одди». 400 стр., 45 ил.
- 3 том «Бестселлер» . 488 стр. 42 ил.
Издательство «Дортранспечать», Москва, 2006 г.
Музыкальный диск «Данит», США, совместное творчество с американским композитором Douglas Hallenbeck. Новое направление в музыке – ZeroMusic (ссылка на раздел «кино и музыка»).
Фильм «Голливудский Майтрейя. Русский Будда», участник крупнейшего фестиваля в США - The New York International Independent Film and Video Festival (http://www.nyfilmvideo.com) (в 2007 г. Голливуд, Лос-Анджелес). Майтрейя выступает в первый раз в киноиндустрии как автор и продюсер (ссылка на раздел кинопроекты)
Отрывок из шоу-балета «Театр Мистерий. Кришна», поставленный по книге Майтрейи «Секретная Тантра и…только для женщин». Сценарий - Вячеслав Петров-Гладкий (Maitreya). (Голливуд). Композитор - Douglas Hallenbeck (США). Хореограф - Никита Дмитриевский (Россия). Шоу-балет был показан на открытии международной выставки «Традиции и Современность» (Москва, 2009 г., ЦВЗ «Манеж»).
Журнал «Искушение клуб», № 8, 9, 10, 11, 12, 2007; №1-12, 2008, №1-12, 2009 – серия публикаций: Майтрейя ведет рубрику «Диагностика секса» (ссылка на публикации)